# 358 v. Chr.
Portal Geschichte | Portal Biografien | Aktuelle Ereignisse | Jahreskalender | Tagesartikel

◄ |
5. Jahrhundert v. Chr. |
4. Jahrhundert v. Chr. |
3. Jahrhundert v. Chr. |
►

◄ | 370er v. Chr. | 360er v. Chr. | 350er v. Chr. | 340er v. Chr. |
330er v. Chr. |
►

◄◄ | ◄ | 361 v. Chr. | 360 v. Chr. | 359 v. Chr. | 358 v. Chr. |
357 v. Chr. |
356 v. Chr. |
355 v. Chr. |
► |
►►

## Ereignisse
- Die Etrusker-Städte Tarquinii und Caere verbünden sich gegen die Römische Republik. Die Tarquinier töten 300 römische Soldaten.
- Alexander von Pherai wird vom Bruder seiner Frau auf deren Anstiftung hin ermordet. Nach seinem Tod gerät Thessalien zunehmend in Abhängigkeit Makedoniens.
- Philipp II., König von Makedonien, erobert die Landschaften Paionien, Pelagonien, Lynkestis, Orestis, Elimiotis und Parauaia. Die Grenze Makedoniens wird dadurch bis zum oberen Axios und bis vor Apollonia vorgeschoben.
- Die Kadusier erheben sich gegen den persischen Großkönig Artaxerxes III. Dieser kann den Aufstand jedoch niederwerfen.
- Han Zhuang wird neuer Markgraf des Han-Reiches.
- 358 oder 359 v. Chr.: Euagoras II. wird nach dem Tod seines Vaters Nikokles König von Salamis auf Zypern.

## Geboren
- um 358 v. Chr. Seleukos I., makedonischer Feldherr, König des Seleukidenreiches († 281 v. Chr.)

## Gestorben
- 358 oder 359 v. Chr.: Nikokles, König von Salamis
- Alexander von Pherai, Tyrann im thessalischen Pherai
- Arsames, Sohn des Artaxerxes II.
- Atossa, Tochter des Artaxerxes II.
- Ostanes, Sohn des Dareios II.